# Malcolm Young
Malcolm Mitchell Young (Glasgow, 6 de janeiro de 1953 — Sydney, 18 de novembro de 2017) foi um guitarrista e compositor escocês naturalizado australiano e fundador, junto com seu irmão mais novo Angus Young, da banda de rock australiana AC/DC, da qual era o guitarrista rítmico, vocalista de apoio (juntamente com Cliff Williams) e compositor. É o compositor de todas as canções do grupo, juntamente com seu irmão e Bon Scott/Brian Johnson. É bastante conhecido pelos riffs que criou, como por exemplo, o de Back in Black. Este álbum é considerado o segundo mais vendido da história da música. Foi nomeado ao Rock and Roll Hall of Fame em 2003 com os outros membros do AC/DC. Esteve com a banda desde sua fundação em 1973, apesar de uma breve ausência em 1988, sendo o o líder da banda e quem tomava as decisões principais.
Apesar de seu irmão mais novo Angus Young ser mais conhecido, Malcolm foi o responsável pela maioria dos riffs do AC/DC e pela sua amplitude musical.
Em 2014, Malcolm Young afastou-se da banda por estar sofrendo de demência. Morreu em 18 de novembro de 2017, aos 64 anos.

## Biografia

### Antes da fama
William e Margaret, pais de Malcolm Young, emigraram de Glasgow, Escócia para Sydney, Austrália em 1963 com George Young, Angus Young, Malcolm e Margaret deixando Alexander Young no Reino Unido. Passaram a residir no subúrbio de Burwood, New South Wales.
A banda de rock de George Young, The Easybeats, conquistou vários hits em primeiro lugar na Austrália entre 1965 e 1968 e obteve sucesso internacional com "Friday on My Mind". A primeira banda na qual Malcolm tocou chamava-se "The Velvet Underground" (não ser confundida com a banda nova-iorquina The Velvet Underground). Angus Young começou tocando em uma outra banda chamada Kantuckee. E depois começou a tocar na banda AC/DC que já era uma banda heavy metal.

### AC/DC
Angus e Malcolm fundaram o AC/DC em 1973, quando Malcolm tinha 20 anos e Angus 18. Eles iniciaram turnê nacional em 1974 com o cantor Dave Evans.
O AC/DC relocou-se para o Reino Unido em 1976 e ficava cada vez mais famoso, fazendo diversas apresentações. Após a morte do cantor Bon Scott, produziram em 1980 o álbum Back in Black (que inclusive foi dedicado ao mesmo), com o cantor Brian Johnson.
Malcolm Young ausentou-se na turnê de 1988 para tentar acabar com seu vício em bebidas. Após um tempo, ele voltou à banda. Durante sua ausência, seu sobrinho Stevie Young ocupou seu lugar. Alguns fãs disseram que não haviam percebido isto, pois Stevie assemelhava-se muito ao Malcolm.
Malcolm era casado com uma mulher chamada Linda desde o início da carreira e tem uma filha chamada Cara (nascida durante a composição de Back in Black) e um filho chamado Ross (nascido em 1982). Ele passava a maior parte do ano no Reino Unido, retornando à sua residência em Sydney quase todo Natal.
Malcolm Young é citado no Who's Who In Australia em 2004-2005.

### Legado e Influência
Influenciado pelo Rock and Roll dos anos 1950 e por guitarristas dos anos 1960 e 1970, Malcolm é considerado como o maior representante de guitarra rítmica do Rock.
Malcolm é o tema de uma música (e álbum) da banda de punk rock australiana Frenzal Rhomb: "Forever Malcolm Young" (Para Sempre Malcolm Young).
A revista Guitar Player disse uma vez que o segredo da técnica de Malcolm Young é tocar notas abertas através de amplificadores de tamanho médio em volume baixo com pouco ou nenhum aumento. Isto contradiz o senso comum dos guitarristas que a guitarra rítmica deve envolver poderosas e altas cordas usando amplificadores grandes.

## Saída do AC/DC
Em 16 de abril de 2014, O AC/DC mandou um recado para os fãs na página oficial do Facebook: "Após 40 anos dedicando sua vida ao AC/DC, guitarrista e membro fundador Malcolm Young se ausentará da banda devido a problemas de saúde. Malcolm agradece a todos os verdadeiros fãs do mundo inteiro pela paixão inesgotável e apoio. Diante a isso, o AC/DC pede que a privacidade de Malcolm e sua família seja respeitada durante este tempo. A banda vai continuar a fazer música."

## Doença
Em 2017, foi revelado por Brian Johnson (vocalista do AC/DC), que Malcolm Young estava com mal de Alzheimer e com demência, já tendo sido internado algumas vezes.

## Morte
Em 18 de novembro de 2017, a banda australiana divulgou em nota um comunicado sobre a morte do músico. "Malcolm, ao lado de Angus, era o fundador e criador do AC/DC. Com grande dedicação e comprometimento ele era uma das forças por trás da banda. Como guitarrista, compositor e visionário ele foi perfeccionista e um homem único", disse a banda. "Malcolm já sofria de demência há alguns anos e morreu tranquilamente ao lado de sua família, deixando sua mulher Linda, os filhos Cara e Ross, três netos, uma irmã e o irmão Angus Young".

## Equipamento

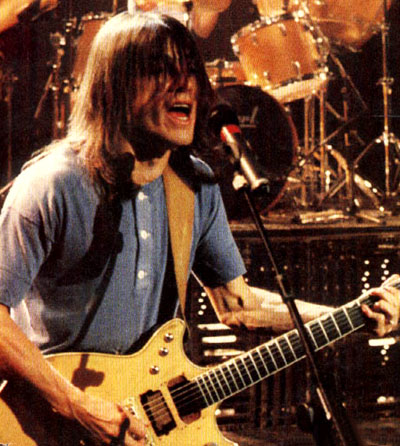
Malcolm Young, shot during en:AC/DC's Monster's Of Rock Tour.

Malcolm Young tocava com uma Gretsch Jet Firebird de 1963, presenteada por Harry Vanda. Ele chamava sua guitarra de The Beast ou "A Besta".
Ele tocou com uma Gibson LS-6 entre 1974-1975 (no início da carreira), como visto em Baby Please Don't Go, música do álbum High Voltage australiano.
Parte do som de Malcolm deve-se ao uso de cordas de calibre pesado (.012-.056.). Elas produzem um som mais grosso, mas não são usadas para guitarra líder, como é o caso das cordas mais leves (.009-.042) usadas pelo seu irmão, Angus Young.
Malcolm também já possuiu uma 1959 Gretsch White Falcon que foi usada durante as turnês respectivas dos álbuns Back in Black e For Those About to Rock We Salute You. Mas ele disse que depois que alguém a "consertou", ela perdeu seu som distintivo, e então, livrou-se dela. Foi vendida há alguns anos atrás em um website de itens de rock stars, juntamente com um dos baixos Music Man de Cliff Williams. Malcolm usou recentemente outra Gretsch White Falcon nos concertos em Hampden Park e Hockenheimring na turnê Black Ice.
Tanto Angus como Malcolm usam amplificadores Marshall. Os que se situavam atrás de Malcolm nos concertos são dois Marshall heads de 100 watts, um JTM45/100 1966 e o outro sendo um Superbass do final dos anos 1960 ou do início dos anos 1970, ambos sendo originais.
No último álbum, Black Ice, Malcolm disse que usou um programa chamado Amplitube nas músicas "Big Jack" e "Anything Goes"